# Sorrento Calcio 1968-1969
Questa voce raccoglie le informazioni riguardanti il Sorrento nelle competizioni ufficiali della stagione 1968-1969.

## Stagione
Serie D 1968-1969: 1º posto

## Divise
| Casa |

## Organigramma societario
Area direttiva
- Presidente:  Achille Lauro

Area tecnica
- Allenatore:  Gennaro Rambone

## Rosa
| N. |                   | Ruolo | Calciatore         |
| -- | ----------------- | ----- | ------------------ |
|    | Italia (bandiera) | P     | Antonio Gridelli   |
|    | Italia (bandiera) | P     | Gaetano Mastellone |
|    | Italia (bandiera) | P     | Vincenzo Pane      |
|    | Italia (bandiera) | D     | Giancarlo Genisio  |
|    | Italia (bandiera) | D     | Antonino Fiorile   |
|    | Italia (bandiera) | D     | Edmondo Lorenzini  |
|    | Italia (bandiera) | D     | Franco Mamilovich  |
|    | Italia (bandiera) | D     | Giuseppe Nazzi     |
|    | Italia (bandiera) | D     | Pietro Sani        |
|    | Italia (bandiera) | C     | Davide Biasini     |

| N. |                   | Ruolo | Calciatore           |
| -- | ----------------- | ----- | -------------------- |
|    | Italia (bandiera) | C     | Pietro Costantino    |
|    | Italia (bandiera) | C     | Eduardo De Vita      |
|    | Italia (bandiera) | C     | Vincenzo Di Costanzo |
|    | Italia (bandiera) | C     | Pasquale Di Leo      |
|    | Italia (bandiera) | C     | Antonio Furlan       |
|    | Italia (bandiera) | A     | Fernando Ascatigno   |
|    | Italia (bandiera) | A     | Ugo Barberis         |
|    | Italia (bandiera) | A     | Roweno Canzian       |
|    | Italia (bandiera) | A     | Roberto Forzelin     |
|    | Italia (bandiera) | A     | Renzo Vit            |